# Derbyskor

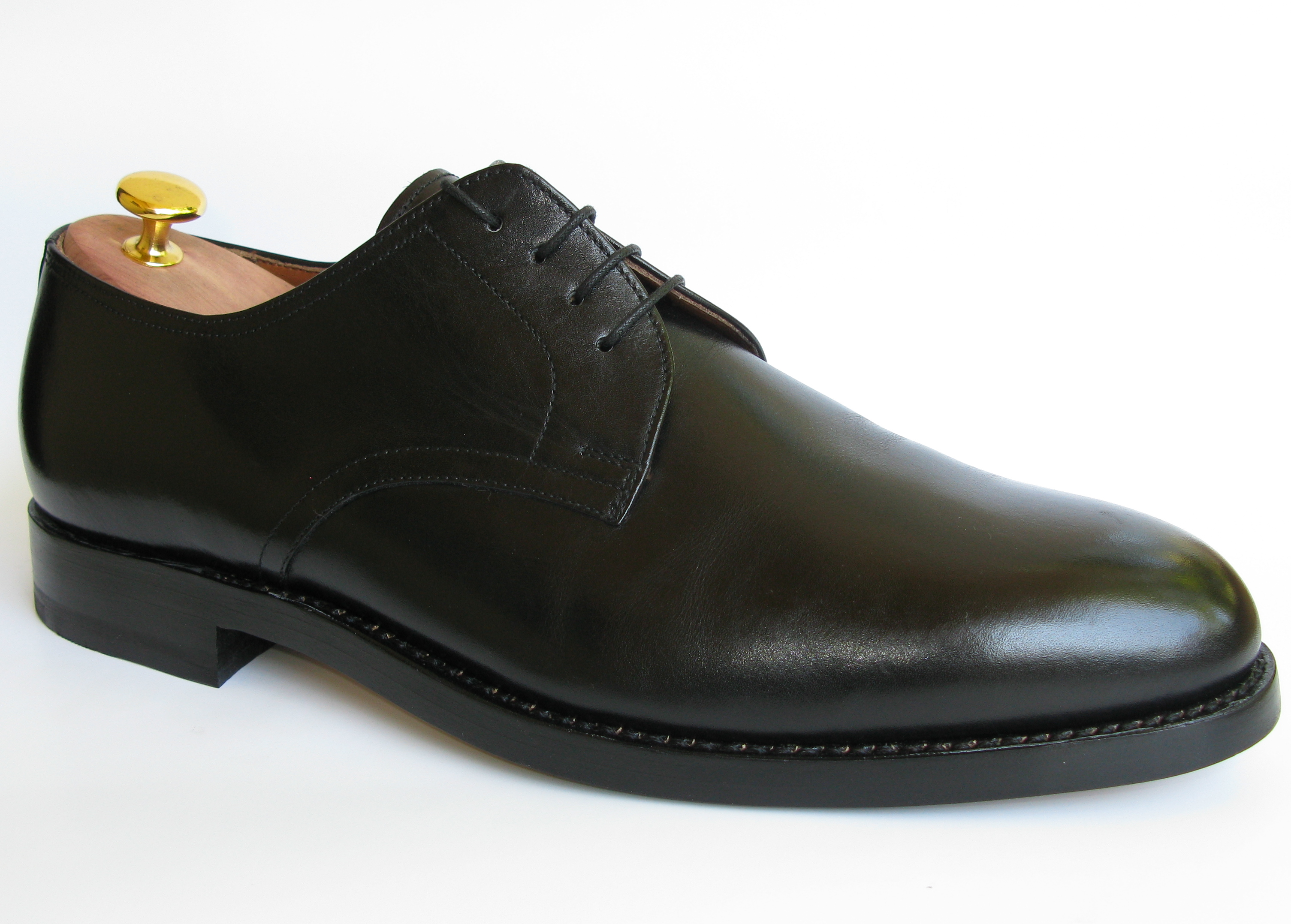
Svarta derbyskor

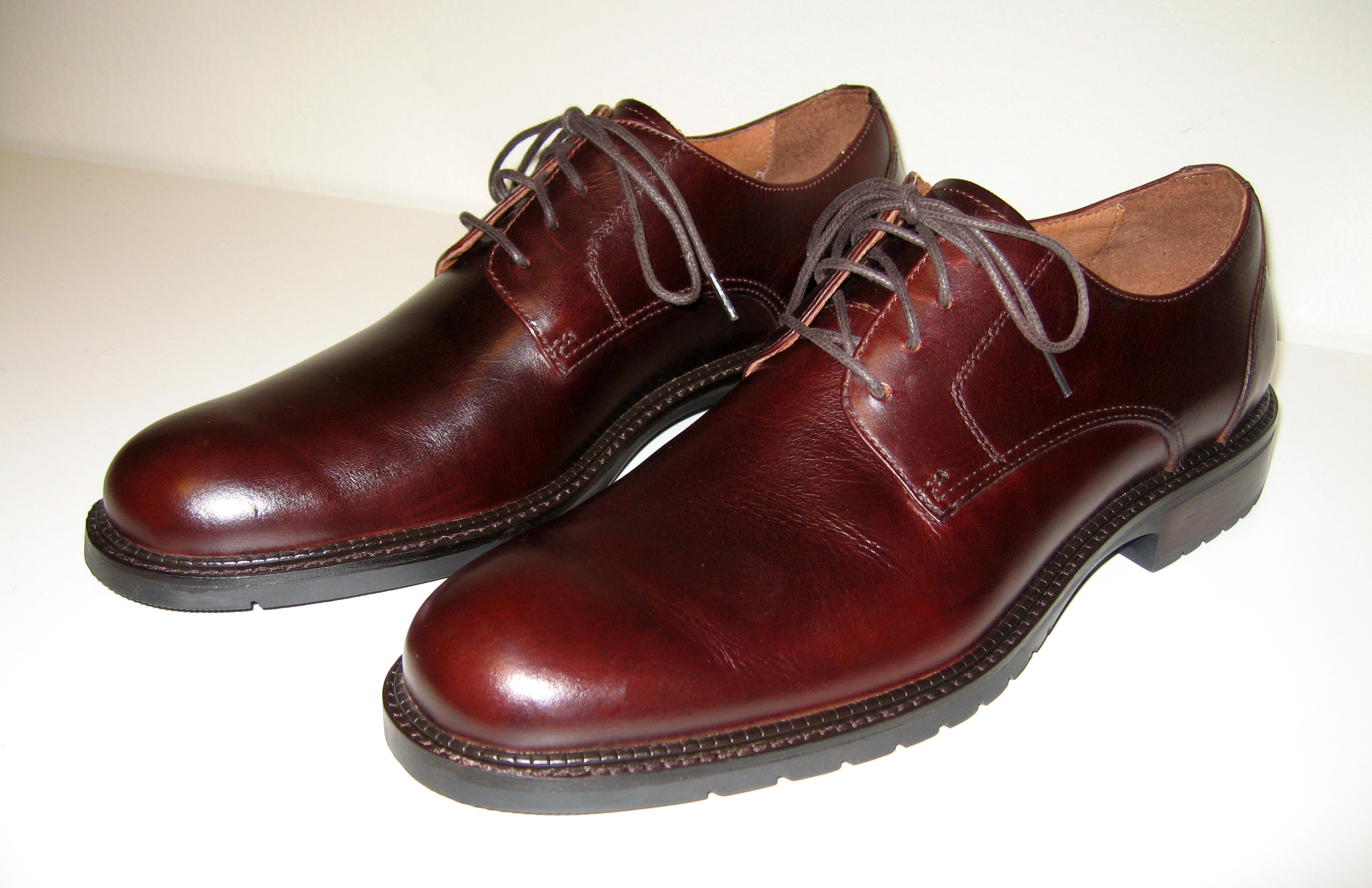
Bruna derbyskor

Derbyskor är en herrsko med så kallad öppen snörning. 
Öppen snörning innebär att lädret i snörningen utgör flikar, från sidorna, som inte är nedsydda längst fram. Vid sluten snörning formar lädret i stället ett "V", när skorna är osnörade.
Derbyskon blev populär i England vid mitten av artonhundratalet, som en sport- och fritidssko. Först framåt sekelskiftet ansågs den lämplig för stadsbruk. Den anses fortfarande vara mer informell och passar till klädsel under klädkoden mörk kostym, till exempel när man bär uddakvaj. 